# Kupiuka
Genre
Kupiuka est un genre d'araignées aranéomorphes de la famille des Salticidae.

## Distribution
Les espèces de ce genre sont endémiques du Brésil.

## Liste des espèces
Selon World Spider Catalog (version 18.0, 15/04/2017) :
- Kupiuka adisi Ruiz, 2010
- Kupiuka extratheca Ruiz, 2010
- Kupiuka heteropicta Ruiz, 2010
- Kupiuka murici Ruiz, 2010
- Kupiuka overalli Ruiz, 2010
- Kupiuka paulista Ruiz, 2010
- Kupiuka taruman Ruiz, 2010
- Kupiuka vochysiae Ruiz, 2010

## Publication originale
- Ruiz, 2010 : Proposal of Kupiuka and Plesiopiuka, two new genera of jumping spiders from Brazil (Araneae: Salticidae: Heliophaninae). Zootaxa, no 2630, p. 57-68.